# Helmut Recknagel
Pour les articles homonymes, voir Recknagel.
Helmut Recknagel, né le 20 mars 1937 à Steinbach-Hallenberg, est un sauteur à ski est-allemand. Il remporte notamment le titre olympique enntremplin normal en 1960, le titre mondial en grand tremplin en 1962 et trois fois la Tournée des quatre tremplins.

## Biographie

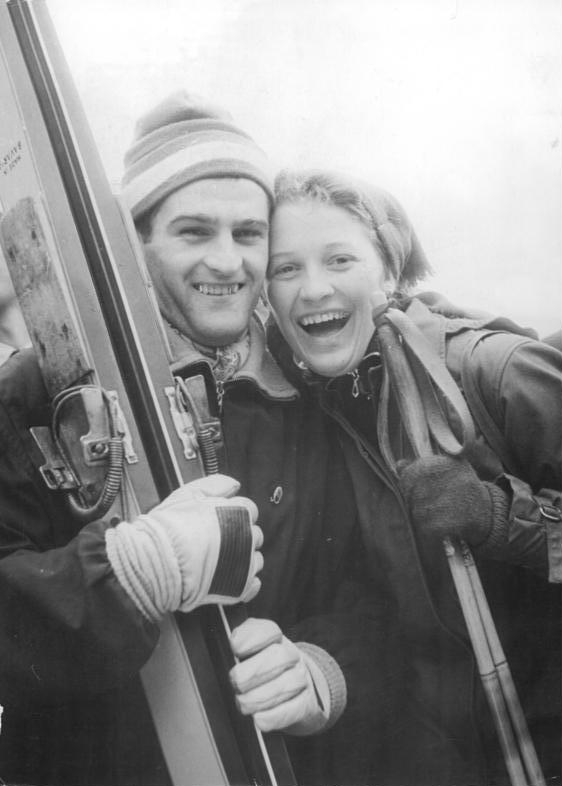
Helmut Recknagel en 1958.

Il est membre du club SC Motor Zella-Mehlis (de). Il fait ses débuts internationaux en 1955
En 1957, il remporte le concours de saut au Festival de ski de Holmenkollen, devenant le premier vainqueur non scandinave (également en 1960). Un an plus tard, il devient vainqueur de la Tournée des quatre tremplins, qu'il regagne en 1959 et 1961. En 1958, il ouvre son palmarès en grand championnat avec une médaille de bronze aux Mondiaux de Lahti sur le grand tremplin.
Aux Jeux olympiques d'hiver de 1960, il est le porte-drapeau de l'Équipe unifiée d'Allemagne et remporte la médaille d'or. La même année, il reçoit la Médaille Holmenkollen, devenant le premier Allemand à gagner ce prix. En 1962, aux Championnats du monde à Zakopane, il gagne le seul titre qui lui manquait, celui de champion du monde, gagnant au grand tremplin, en plus de décrocher la médaille de bronze au petit tremplin. Cette performance lui vaut d'être désigné sportif est-allemand de l'année.
Aux Jeux olympiques d'hiver de 1964, pour sa dernière compétition majeure, il est sixième au petit tremplin et septième au grand tremplin. Il finit sa carrière avec un bilan de trois titres de champion d'Allemagne de l'Est (1959, 1962 et 1963). Il est remarqué par sa posture durant les sauts, adoptant la position Superman avec les bras levés et en avant.
Diplômé Vétérinaire et inspecteur de l'hygiène de profession de profession, il devient membre du Comité olympique est-allemand en 1970, puis de l'Allemagne réunifiée en 1990, tout en travaillant en tant que juge de saut à ski dans les compétitions internationales. Il entre dans le Hall of Fame du sport allemand en 2011.

## Palmarès

### Jeux olympiques
| Épreuve / Édition | Squaw Valley 1960 | Innsbruck 1964 |
| Petit tremplin    | Or                | 6e             |
| Grand tremplin    |                   | 7e             |

### Championnats du monde
| Épreuve / Édition | Lahti 1958 | Zakopane 1962 |
| Petit tremplin    |            | Bronze        |
| Grand tremplin    | Bronze     | Or            |

### Tournée des quatre tremplins
- Vainqueur de l'épreuve en 1958, 1959 et 1961.
- 6 victoires dans des manches[4].

## Autobiographie
- Eine Frage der Haltung Berlin 2007,  (ISBN 978-3-360-01298-2).

Deuxième version 2012  (ISBN 978-3-360-02146-5)